# サルヴァドール大聖堂

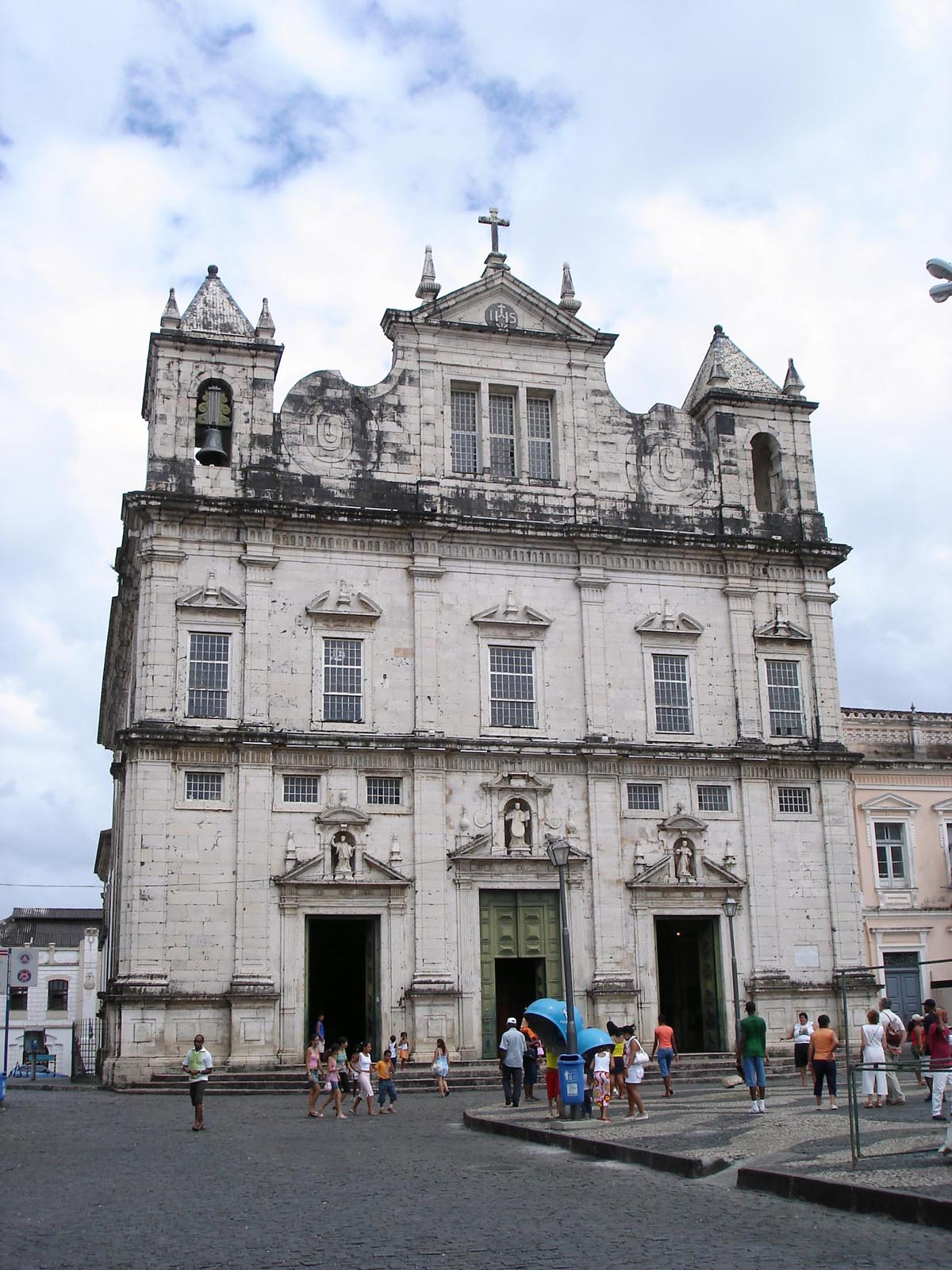
大聖堂ファサード

サウヴァドール大聖堂 （Catedral Basílica de Salvador）は、ブラジル・サルヴァドール市のカトリックの大聖堂。大司教座が置かれている。 ジェズス広場（Terreiro de Jesus）の北西側に位置する。

## 概要
ポルトガル領ブラジル初の司教座として、1551年にサウヴァドールが選ばれた。1549年にポルトガルの貴族トメ・デ・スーザによって町が創設されたばかりであった。1552年、初代司教ペロ・フェルナンデス・サルディーニャが就任。この頃から市中心部に大聖堂の建設が始まった。
1676年、サウヴァドールは大司教座に昇格した。1758年より後にイエズス会が本国ポルトガル及び植民地から追放され、かつてのサウヴァドールのイエズス会派教会は市の大聖堂に昇格した。以前の大聖堂の建物は1933年に廃されている。その土台の概要は、市内の大聖堂広場の歩道に見ることができる。

## 芸術と建築物
現在の大聖堂本体の建物の元となったのはサウヴァドールにあったイエズス会派教会であった。イエズス会聖職者らは16世紀には市に到着しており、最初の教会と神学校を建てた。17世紀前半に彼らは新しい教会を建てた。それが現存する建物で、当時ポルトガルでもてはやされたルネサンス様式であった。ファサードは同時代に建てられたポルトガル本国のコインブラの新大聖堂と非常に似ている。
ファサードは、ポルトガルから持ってこられたリオス石の光に満ちている。2本の鐘楼が側面に立つ。イエズス会の聖人、イグナチオ・デ・ロヨラ、フランシスコ・ザビエル、フランシスコ・ボルハらの像が立つ3つの正門がある。ファサード上階の切妻は典型的なマニエリストの渦巻き模様柱頭が側に立つ。

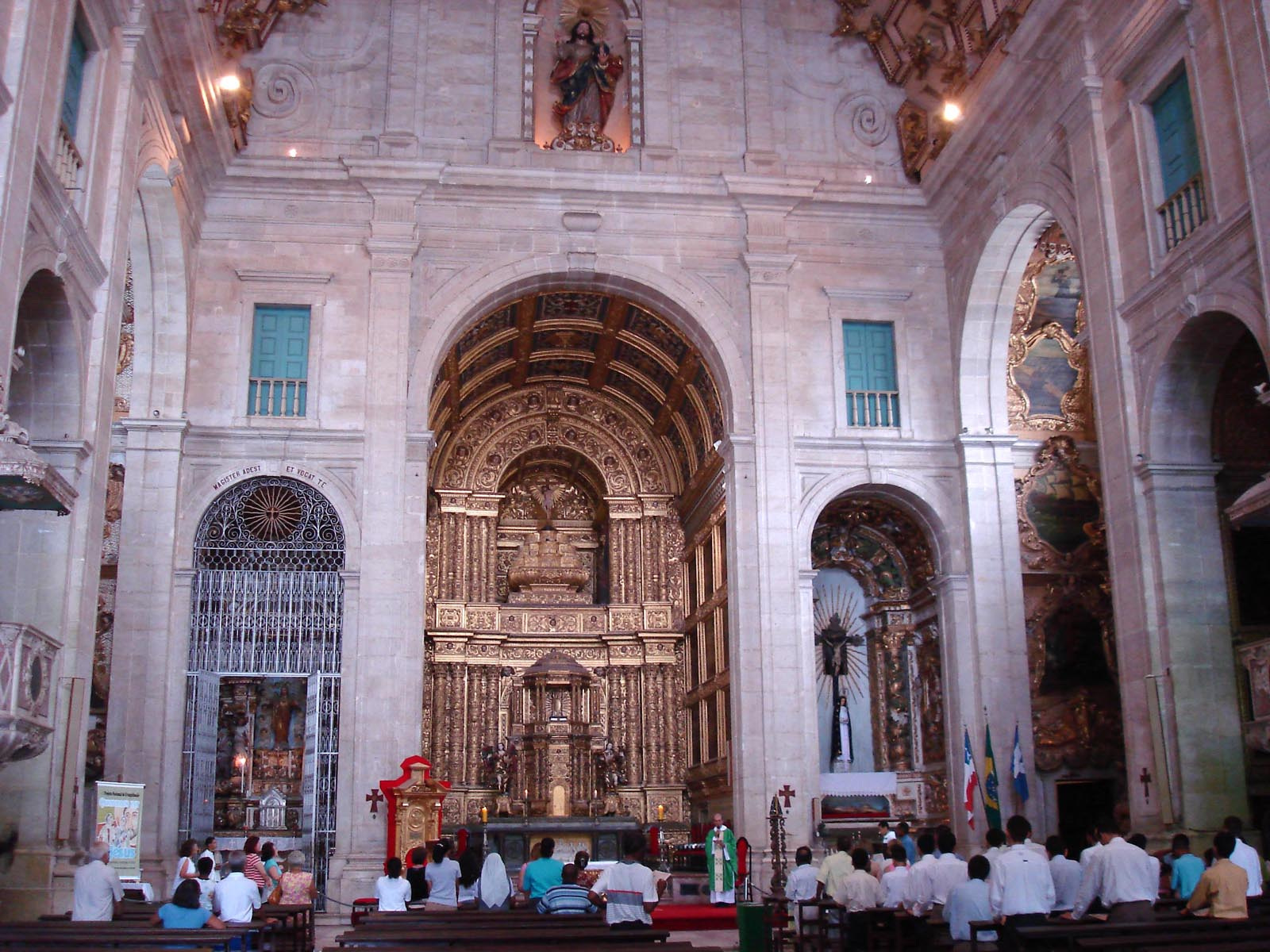
主礼拝堂と聖堂内部

大聖堂の内側は、交差廊のない長方形の、一本の側廊のみの教会である。とても浅い主礼拝堂がある。教会両側の壁には背障で装飾された側面礼拝堂が並ぶ。この平面図設計は一世紀前にリスボンで建てられたイエズス会派教会のサン・ロッケ教会を元にしている。
大聖堂の礼拝堂は16世紀後半から18世紀半ばまでの背障の興味深いショーケースのようである。全てが彫刻と絵画で飾られている。非常に希少な物は先のイエズス会教会に属していた2つの16世紀ルネサンスの背障で、それらは新大聖堂の中に再利用された。主礼拝堂の背障は秀逸な17世紀マニエリスム芸術の一例である。他の礼拝堂は18世紀半ばからのバロック様式背障である。円筒形丸天井は教会本堂を覆っている。本堂はイエズス会の紋章IHSが入り、18世紀以来の木製衝立で装飾されている。
教会の祭器保管室は、バロック様式家具、17世紀のポルトガル・タイル（アズレージョ）、マニエリスム・モチーフで描かれた木製天井、重要なイエズス会聖人の肖像などで豪華に装飾されている。
サウヴァドールにあるイエズス会教会のファサードや平面図は、サン・フランシスコ・ヂ・サウヴァドール教会など、北東ブラジルにあるその他の植民地教会に影響を与えた。